# Hommes entre eux
 Pour plus de détails, voir Fiche technique et Distribution
Hommes entre eux est un film pornographique gay de Norbert Terry sorti en 1976. Il est considéré comme le premier film du genre réalisé en France.

## Synopsis
Un jeune homme de la Légion étrangère fait croire qu'il va à un mariage pour obtenir une permission, et retrouver en fait son amant dans sa maison de campagne. Cependant, deux autres légionnaires l'accompagnent pour vérifier qu'il va bien à un mariage. Quand ils découvrent la supercherie, ils violent le jeune homme. Dans la maison de campagne se trouvent aussi deux danseurs et un homme en cuir. L'homme en cuir prend en stop un homme noir. Ce dernier va ensuite avec un motard blond. Tous ont des rapports sexuels entre eux, avant de se retrouver dans la maison de campagne avec des travestis, juste à temps pour poser pour une fausse photo de mariage.

## Fiche technique
- Titre original : Homme entre eux
- Autre titre : La Photo de mariage
- Titre anglais : Men Between Themselves
- Réalisation : Norbert Terry
- Scénario :
- Photographie : Jean-Paul Pradier
- Musique :
- Producteur : Norbet Terry
- Société de production : Les Films de la Troïka[2]
- Sociétés de distribution : Impex Films
- Langues : français
- Format : Couleur - 16 mm[2]
- Genre : Film pornographique
- Durée : 75 minutes
- Dates de sortie : 7 juillet 1976  France

## Distribution
- Karl Forest
- J.L. Lafitte (J.F. Lafitte)
- Givvy Head
- J.C. Patrick
- Michael Henri
- Paul Lartvière
- Arnaud Degray
- Olga Abadacha

## Distinctions
- Gay Film Institute : Lauréat du prix du mérite[3].

## Autour du film
Hommes entre eux est considéré comme le premier film X homosexuel français,. Le premier film pornographique homo et bisexuel connu semble être un autre film français, Le Ménage du Madame Butterfly (vers 1920),. Mais pour l'époque du cinéma pornographique moderne, le film de Norbert Terry est la première production française à aborder l'homosexualité,. Norbert Terry avait déjà distribué en France un film pornographique gay américain, Histoires d'hommes de Jack Deveau, avant de réaliser lui-même un film du genre. 
Ce premier film X gay apparaît encore maladroit : les « situations du genre sont cadrées en gros plan, s’accompagnent d’une musique rock’n’roll insupportable (ou d’autres, plus classiques, retenues d’autres films, parfois hétéros), ou encore augmentent le plaisir avec des sonorités naturelles ». Ce film comme les autres productions qui allaient suivre dans les années 1970 « incorporaient un discours philosophico-politique dans leur scénario hardcore ». À côté de sa production hétérosexuelle, le réalisateur allait persévérer avec plusieurs films, comme Dragues (1978), Il était une fois un homosexuel et Les Phallophiles (1979).